# Caithréim Chellacháin Chaisil
Caithréim Chellacháin Chaisil (castellano: La victoriosa trayectoria de Cellachán de Cashel) es una crónica medieval de la primera mitad del siglo XII de Irlanda, escrita entre 1127 y 1134. Originalmente era una obra sin título, tal y como aparece en el Libro de Lismore, fue Eugene O'Curry quien le otorgó el nombre en su transcripción; el relato se divide en dos partes Cathughadh Ceallachain re Lochlannuibh y Toruigheacht na tTaoiseach air Cheallachain. La historiadora Letitia Campbell, no obstante, la ha fechado entre 1128 y 1131, como un encargo de Cormac Mac Carthaigh, rey de Munster y pretendiente al título de Gran rey de Irlanda.
La obra es una respuesta de la dinastía Eóganachta a la crónica Cogad Gáedel re Gallaib de sus rivales Dál gCais/Ua Briain. Ambos clanes familiares rivalizaban a menudo, pero se aliaron contra Toirdelbach Ua Conchobair, haciendo énfasis entre la colaboración de Cellachán Caisil y Cennétig mac Lorcáin contra su enemigo común, los vikingos.